# San Leonardo di Siponto

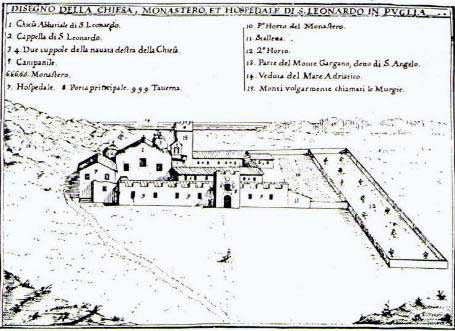
Ansicht der Abtei auf einem Manuskript des 17. Jahrhunderts

San Leonardo di Siponto (ital.: Abbazia di San Leonardo in Lama Volara) ist eine kleine, ehemalige Abteikirche in Apulien. Die an der Außenseite, insbesondere im Nordportal erhaltenen Steinmetzarbeiten gehören nach kunstgeschichtlicher Meinung zum „Schönsten“, was die apulische Romanik hervorgebracht hat. Eine weitere Besonderheit ist die Einfügung einer Öffnung im Gewölbe, das zur Zeit der Sommersonnenwende am 21. Juni jedes Jahres einen Lichtstrahl exakt zwischen zwei Pfeiler fallen lässt.

## Lage und Namensgebung
Die Kirche liegt an der Strada statale 89 etwa sieben Kilometer Luftlinie westsüdwestlich des heutigen Zentrums von Siponto, heute zu Manfredonia gehörend, in Fahrtrichtung Foggia linkerhand. Die Kirche ist dem Hl. Leonhard von Limoges geweiht, sein Kult wurde von den Normannen nach Italien mitgebracht, denkbar ist auch, dass Papst Leo IX. die Bekanntheit des Heiligen förderte. Er besuchte Siponto zu einer Synode 1050, ein Jahr nach dem 2. Konzil zu Reims.

## Geschichte
Das Kloster wurde zunächst als Pilgerhospiz für Gläubige auf Wallfahrten im Gargano gegründet und von
Benediktinern geführt. Später diente es auch Durchreisenden, wie viele Einrichtungen in Apulien, als Rastplatz auf ihrem Weg in das Heilige Land während der Kreuzzüge. Erstmals urkundlich erwähnt wurde die Abtei 1113. 1127 übernahmen Augustiner-Chorherren die Anlage, ein Jahrzehnt später wurde ihnen von Papst Innozenz II. die eigene Gerichtsbarkeit zuerkannt. Die Aufnahme in den Königsschutz durch König Wilhelm II. von Sizilien im Jahre 1182, verbunden mit einer allgemein formulierten Besitzbestätigung, liegt nur in einer verfälschten Fassung vor. Etwa 100 Jahre später, 1261, übernahm der Deutsche Orden das mittlerweile heruntergekommene Kloster und Hospiz auf Anweisung Papst Alexanders IV. Die verbliebenen Kanoniker hatten sich an den Papst gewandt und auch über Übergriffe der Sarazenen aus Lucera geklagt. Dass die Übertragung an den Ritterorden schon 1216 von Friedrich II. bestimmt worden sei, ist eine Erfindung des 14. Jahrhunderts. Ein belgischer Jerusalempilger des Jahres 1470, Anselm Adorno, meinte gar, Friedrich Barbarossa habe die Kirche den Ordensrittern geschenkt. Der Deutsche Orden unterhielt hier einen der bedeutendsten Stützpunkte Apuliens. Die Ballei hielt sich bis in die zweite Hälfte des 15. Jahrhunderts. Danach wurde die Anlage jeweils von einzelnen, zu Äbten ernannten Kardinälen geleitet, bis etwa in der Mitte des 17. Jahrhunderts Franziskaner-Minoriten in den Besitz des Klosters kam. 1809 wurden Kloster und Hospiz durch den König von Neapel Joachim Murat aufgehoben. Erst in den späten 1940er-Jahren gelang es, erneut eine Pfarrei einzurichten. 1952 wurde sie vom Erzbischof von Manfredonia und 1956 vom italienischen Staatspräsidenten anerkannt.

## Fassade

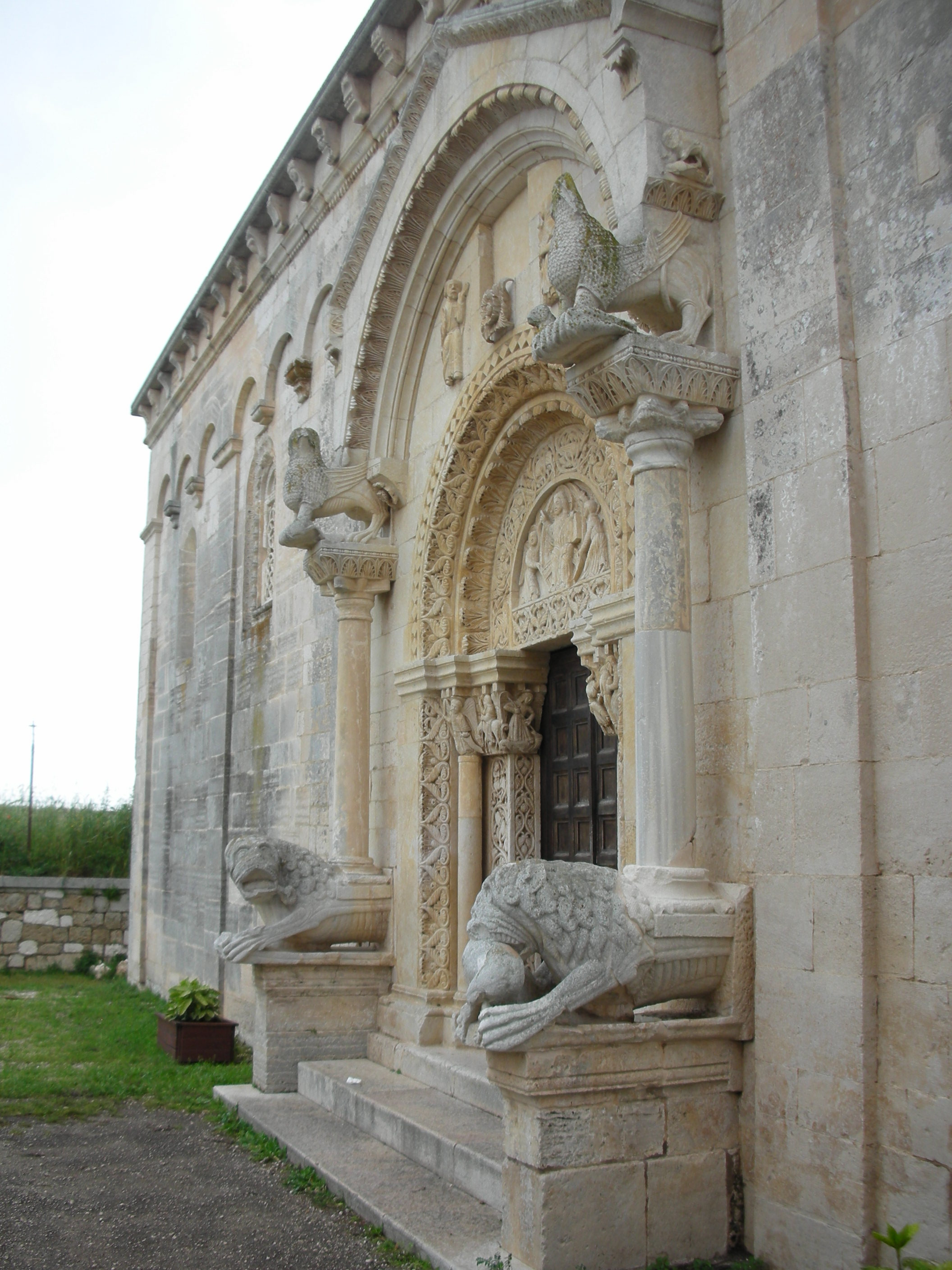
Nordfassade, vom Westen her gesehen

Von besonderer Bedeutung ist das – etwa 1180 bis um 1200 entstandene – Nordportal der Kirche. Es wurde, quasi als „Schauseite“ des von der Straße kommenden Besuchers, besonders prächtig gestaltet und folgt Vorbildern aus der abruzzischen Kunst. Das eigentliche Portal ist dreifach gestuft und reich verziert. Die inneren und die Innenseite der äußeren Pilaster sind mit Rankenwerk gefüllt, es finden sich Tier- und Menschendarstellungen, auch Darstellungen von Kentauren sind zu erkennen. Zwischen die Pilaster trennend eingestellt sind kleine Säulen. Die Kapitelle dieser und der inneren Pilaster sind verbunden und mit „meisterhaften“ Darstellung gearbeitet. Das linke Kapitell stellt einen reitenden Balaam auf seinem Esel und Engel dar, das rechte enthält eine Darstellung der Heiligen Drei Könige bei der Gabendarbringung. Der obere Teil des Portals enthält im Tympanon ein Relief Christus in der Mandorla, diese wird von Engelfiguren gehalten. Der die Darstellung umgebende innere Bogen wie auch der Architrav folgen der Gestaltung der unteren Portalhälfte. Auch der äußere Bogen übernimmt die Gestaltung mit gegeneinandergestelltem und aufgerolltem Blattwerk des unteren Gewändes. Dieser eigentliche Zugang wird von einem weiteren Blendgiebel überfangen, er steht auf zwei freigestellten Säulen, die auf Löwenfiguren ruhen. Oberhalb der fein gearbeiteten Kapitelle der Säulen sitzen Greifenfiguren auf. Von den ursprünglich drei Giebelfiguren sind nur noch zwei erhalten, die rechte davon stellt den Schutzpatron der Anlage selbst, also den Hl. Leonhard dar, die andere ist aufgrund des Erhaltungszustandes nicht mehr zuzuordnen. Auch ein Hinweis auf abruzzische Abstammung sind die frei gemeißelten Rosettendarstellungen, so auch die größere zwischen diesen beiden Figuren.
Die sonstigen Teile der Nordfassade sind mit Lisenen und weiteren Blendbögen gestaltet. Beachtung verdient noch die Transenna links des Portals.
Die anderen Fassaden sind deutlich einfacher gehalten, lediglich die Ostseite mit den drei Apsiden ist noch besonders verziert. Sie enthält in den Kragsteinen Darstellungen von Dämonen. Eine der Lisenen der Hauptapsis enthält von oben nach unten eine Inschrift GUILIELMUS SACERDOS, möglicherweise ein Hinweis auf den Stifter oder Erbauer der Apsis.
Die beiden Kuppeln sind oktogonal gestaltet, die westliche ist noch mit einem Programm aus Blendbögen und Lisenen versehen.

## Inneres
Die Kirche wurde als Dreikuppelbau mit ursprünglich auch drei Schiffen erbaut. Sowohl die mittlere Kuppel als auch das südliche Seitenschiff sind im Lauf der Jahrhunderte verlorengegangen. An die Stelle der mittleren Kuppel fügte ein unbekannter Baumeister die Öffnung ein, durch die bei der Sommersonnenwende zum Zeitpunkt des Höchststandes der Sonne an diesem Tag ein Lichtbündel exakt zwischen die Pfeiler vor dem Seitenportal fällt. Die Öffnung ist mit einer Blende versehen, elf ins Rad gestellte Säulen teilen das Licht zu einem Muster auf, auf die Ähnlichkeit mit der Gestaltung der großen Rosette bei Santa Maria Assunta in Troia wird hingewiesen. Auch die Kathedrale von Chartres enthält ein derartiges Lichtspiel. Der Zweck ist letztlich nicht geklärt, wahrscheinlich ging es um die möglichst genaue Berechnung der übrigen Jahrestage.
Die romanischen Gurtbögen sitzen auf kräftigen, mit feinen, unterschiedlich gearbeiteten Kapitellen versehenen Pfeilerbündeln auf. Wegen des fehlenden südlichen Seitenschiffes laufen sie dort in Pilastern aus.
Es finden sich im Inneren an verschiedenen Stellen Reste von Fresken, sie stellen allermeist Wappenschilde des Deutschen Ordens dar.
Ein sehr altes, hölzernes Kruzifix mit byzantinischen, aber auch normannischen Einflüssen, das in der Kirche gefunden wurde, wurde in den 1950er-Jahren in Rom restauriert, aber nicht in die Kirche zurückgebracht. Es befindet sich heute in einer Seitenkapelle der Kathedrale von Manfredonia.

## Klosteranlage

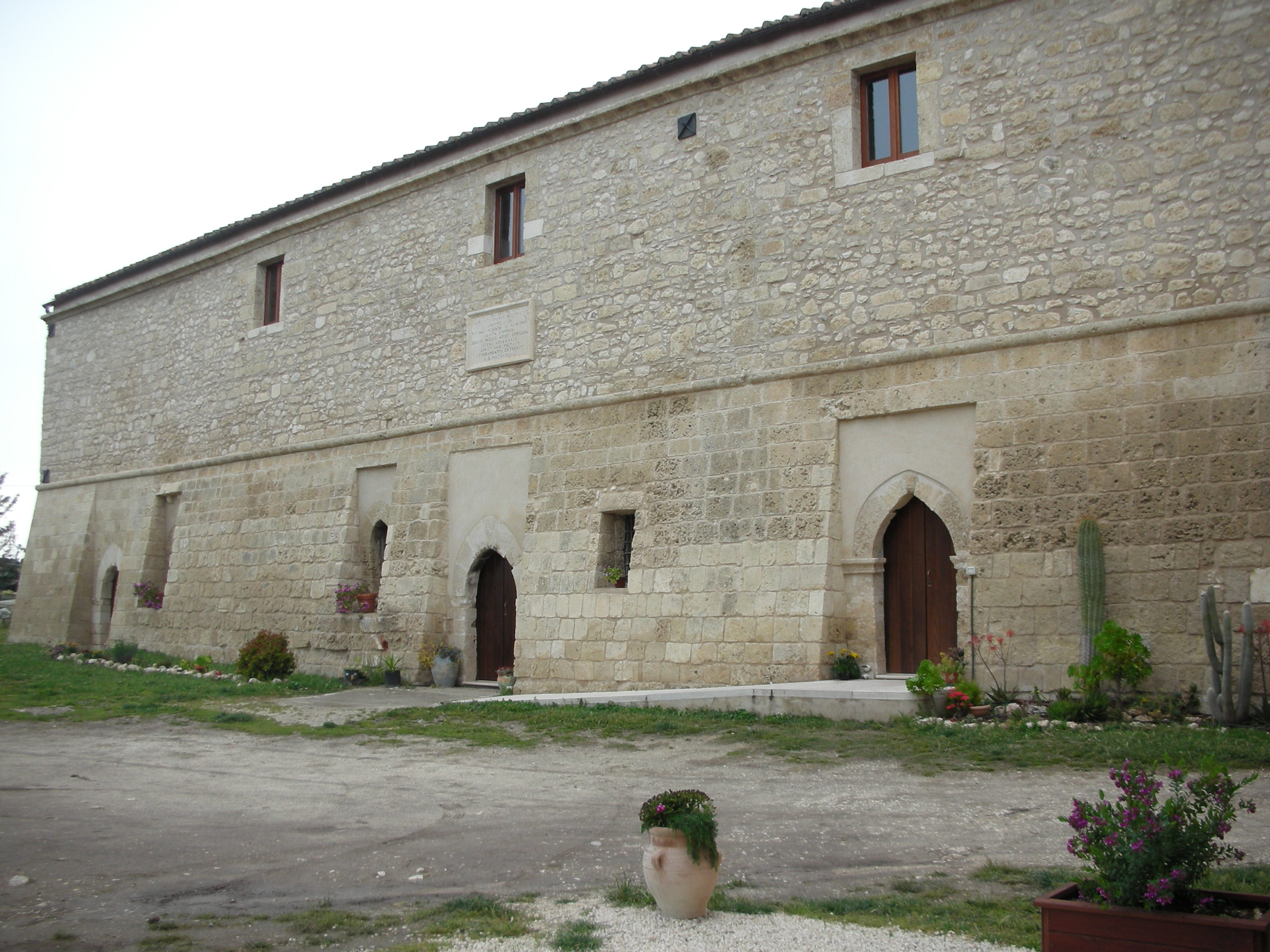
Südfassade des Hospizbaus

Der südlich der Kirche gelegene Konventsbau ist, wie die Bauten für die Mönchszellen und der kleine Innenhof, größtenteils Ruine. Der etwas westlich liegende Hospizbau aus dem 14. Jahrhundert wurde renoviert und restauriert.
Eine Zisterne befindet sich auf dem Weg zum Nordportal links von der Straße, sie ist eine zeitgenössische Kopie. Die ursprüngliche Zisterne stammte aus dem 17. Jahrhundert und wurde 1989 gestohlen.